# Berbeluk
Berbeluk is een bestuurslaag in het regentschap Bangkalan van de provincie Oost-Java, Indonesië. Berbeluk telt 3269 inwoners (volkstelling 2010).